# Bridge over Troubled Water (альбом Пегги Ли)
Bridge over Troubled Water —  студийный альбом американской певицы Пегги Ли, выпущенный в апреле 1970 года на лейбле Capitol Records. Аранжировщиком альбома выступил Майк Мелвоин.
Композиция «You’ll Remember Me» была выпущена в качестве сингла с альбома. Она дебютировала в чарте Easy Listening 9 мая 1970 года и оставалась в чарте на протяжении шести недель, достигнув пика на 16-й строчке. Сама пластинка попала в чарт Billboard’s Top LPs 6 июня и пробыла в нём девять недель, максимумом стала 142-я позиция.

## Отзывы критиков
| Оценки критиков                   | Оценки критиков |
| Источник                          | Оценка          |
| --------------------------------- | --------------- |
| The Encyclopedia of Popular Music | [ 4 ]           |

Линдси Планер в своей рецензии для AllMusic написала, что как и во многих своих записях середины и конца 60-х, Ли использует довольно широкий спектр стилей в течение всего альбома. Она также отметила неизменно превосходное исполнение Ли и дирижёрскую работу Майка Мелвоина, который умело подобрал вокалистке аранжировки с более современным звучанием.
Рецензент журнала Billboard заметил, что с этим динамичным альбомом Пегги Ли превосходит саму себя. В журнале Cash Box заявили, что поклонникам Пегги Ли должен понравиться её новый альбом, на котором «жаворонок раскрывается в десяти привлекательных мелодиях». В Record World описали Пегги Ли как «женщину постарше, о которой мечтает каждый молодой человек», и доказательством тому, по мнению рецензента, является данный альбом.

## Список композиций
| №  | Название                                     | Автор(ы)                   | Длительность |
| -- | -------------------------------------------- | -------------------------- | ------------ |
| 1. | «You’ll Remember Me»                         | Стэн Уорт, Артур Гамильтон | 3:15         |
| 2. | «Bridge over Troubled Water»                 | Пол Саймон                 | 5:05         |
| 3. | «The Thrill Is Gone (from Yesterday’s Kiss)» | Артур Бенсон, Дейл Петит   | 3:33         |
| 4. | «Something Strange»                          | Джеймс Фагас               | 3:23         |
| 5. | «Have You Seen My Baby»                      | Рэнди Ньюман               | 2:42         |

| №                   | Название                                        | Автор(ы)                                     | Длительность |
| ------------------- | ----------------------------------------------- | -------------------------------------------- | ------------ |
| 1.                  | «He Used Me»                                    | Джим Уэзерли                                 | 3:48         |
| 2.                  | «(There’s) Always Something There to Remind Me» | Берт Бакарак, Хэл Дэвид                      | 2:42         |
| 3.                  | «I See Your Face Before Me»                     | Артур Шварц, Говард Дитц                     | 4:01         |
| 4.                  | «Raindrops Keep Fallin’ on My Head»             | Берт Бакарак, Хэл Дэвид                      | 3:50         |
| 5.                  | «What Are You Doing the Rest of Your Life?»     | Алан Бергман, Мэрилин Бергман, Мишель Легран | 3:06         |
| Общая длительность: | Общая длительность:                             | Общая длительность:                          | 35:25        |

## Чарты
| Чарты (1970)        | Высшая позиция |
| ------------------- | -------------- |
| США (Billboard 200) | 142            |